# Округ Монтезума (Колорадо)
Монтезума (енгл. Montezuma County) је округ у америчкој савезној држави Колорадо. По попису из 2010. године број становника је 25.535. Седиште округа је град Кортез.

## Демографија
Према попису становништва из 2010. у округу је живело 25.535 становника, што је 1.705 (7,2%) становника више него 2000. године.
| Група             | 2000.          | 2010.          |
| Белци             | 18.476 (77,5%) | 19.168 (75,1%) |
| Афроамериканци    | 33 (0,1%)      | 58 (0,2%)      |
| Азијати           | 48 (0,2%)      | 121 (0,5%)     |
| Хиспаноамериканци | 2.263 (9,5%)   | 2.818 (11,0%)  |
| Укупно            | 23.830         | 25.535         |